# آيت يفلمان

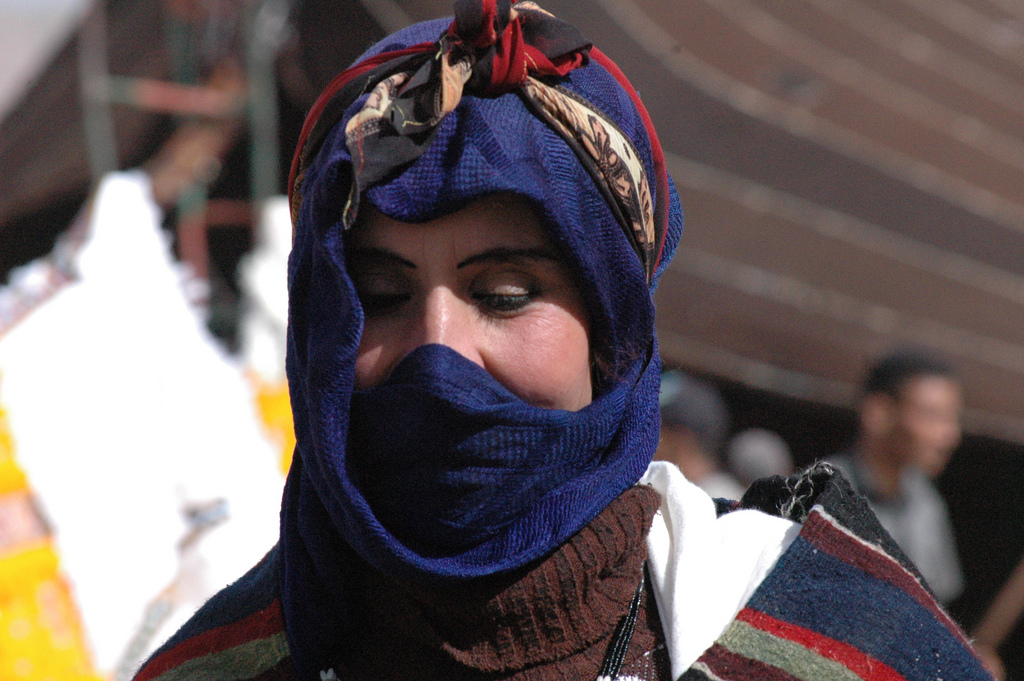
سيدة من آيت حديدو في موسم إملشيل

آيت يفلمان هو اتحاد قبلي امازيغي من جبال الأطلس الكبير في المغرب وعاصمته إملشيل. يضم الاتحاد أربع قبائل وهي: آيت مرغاد، آيت حديدو، آيت زدك، و آيت يحيى. أنشأت هذه القبائل التحالف في القرن السابع عشر لمواجهة توسع جيرانهم في آيت عطا. اللغة الرسمية لآيت يفلمان هي الأمازيغية الوسطى.

## تاريخ القبيلة
كانت تقطن قبائل آيت يفلمان قبل القرن السادس عشر في جنوب جبال الأطلس الكبير الشرقية في تودغا، غريس ، دادس ، ايمدغاس و أفجيج زيز العلوي. و في القرن السادس عشر تجاوزت القبيلة ممري جبل العياشي وجبل معكسر حيث استوطنوا في الأرض الشاسعة التي يقطنون بها اليوم إضافة إلى جبل بيرون وتحدد مناطق السكنى كتالي: "كامل منطقة الأطلس الكبير ما بين تونفيت، ميدلت وتيزي نتلغومت إلى الشمال ومسيمرير، غولميم، الراشدية، و بودنب إلى الجنوب؛ كذلك وادي آيت عيسى كحد أقصى للتمدد نحو الجنوب، وادي العبد الأعلى، آسيف ملول و دادس إلى الجنوب. 
المناطق الشاسعة لذلك في تماس مباشر مع القبائل التالية: 
- آيت عطا إلى الجنوب الغربي.
- آيت سخمان إلى الغرب.
- آيت مايلد إلى الشمال.
- أيت يوسي وآيت الحاج إلى الشمال الشرقي.
- آيت صغروشن في الشرق.

المنطقة التي تعيش فيها آيتي يفلمان هي منطقة جبلية في جبل العياشي ويصل ارتفاعها إلى 3737 متر عن مستوى سطح البحر. 